# Remember Tomorrow
Remember Tomorrow е втората песен от едноименния албум на британската хевиметъл група Iron Maiden. Написана е от Стив Харис (музика) и Пол Ди'Ано (текст). Според самия Ди'Ано песента е за отношенията с баща му. Говори се, освен това, че „Remember Tomorrow“ е и фраза, която дядо му често употребявал.
Има няколко концертни записа на парчето, но трябва да се отбележи този от Б-страната на сингъла „The Number of the Beast“ (1982), тъй като вокалите се изпълняват от Брус Дикинсън (всъщност това е изпълнението от „Maiden Japan“, където вокалите на Дикинсън са дублирани върху тези на Ди'Ано). Това е и едно от първите парчета, което Дикинсън изпълнява по време на прослушването с групата.
Няколко групи са правили кавър на „Remember Tomorrow“, включително Anthrax и Crowbar. Трябва да се отбележи и кавъра на шведската група Opeth. Женската кавър група The Iron Maidens записва концертна версия на песента в едноименния си албум. Metallica записват кавър през 2008 г., за „Maiden Heaven: A Tribute to Iron Maiden“. Членовете на групата заявяват, че това е една от любимите им песни на Maiden и често включват части от нея по време на концертните си изпълнения. В сайта си заявяват, че „Remember Tomorrow“ е вдъхновила песни като „Fade to Black“ и „Sanitarium“.

## Състав
- Пол Ди'Ано – вокал
- Дейв Мъри – китара
- Денис Стратън – китара
- Стив Харис – бас
- Клиф Бър – барабани

|  | Тази страница частично или изцяло представлява превод на страницата Remember Tomorrow в Уикипедия на английски. Оригиналният текст, както и този превод, са защитени от Лиценза „Криейтив Комънс – Признание – Споделяне на споделеното“, а за съдържание, създадено преди юни 2009 година – от Лиценза за свободна документация на ГНУ. Прегледайте историята на редакциите на оригиналната страница, както и на преводната страница, за да видите списъка на съавторите. ВАЖНО: Този шаблон се отнася единствено до авторските права върху съдържанието на статията. Добавянето му не отменя изискването да се посочват конкретни източници на твърденията, които да бъдат благонадеждни. |

1. 1 2  online.gema.de